# Joanne Froggatt
Joanne Froggatt, född 23 augusti 1980 i Littlebeck, North Yorkshire, är en brittisk skådespelare. Hon är mest känd för rollen som Kate i brittiska BBC:s TV-serie Robin Hood, samt i rollen som kammarjungfrun Anna i TV-serien Downton Abbey.
Vid Golden Globe-galan 2015 fick hon pris i kategorin Bästa kvinnliga biroll i en TV-serie för sin roll i Downton Abbey.

## Filmografi (i urval)
- 2002 – The Stretford Wives, Dawn Richards
- 2003 – Danielle Cable: Eyewitness, Danielle Cable
- 2006 – Missing, Sybil Foster
- 2006 – See No Evil: The Moors Murders, Maureen Smith
- 2007 – Joanne Lees: Murder In The Outback, Joanne Lees
- 2008 – Echoes, Anya
- 2013 – Still Life
- 2019 – Downton Abbey – Anna Bates (née Smith)
- 2022 – Downton Abbey: En ny era – Anna Bates (née Smith)
- 2022 – Last Light (TV-serie)
- 2025 – Downton Abbey: The Grand Finale – Anna Bates (née Smith)

### TV
- 1996 – The Bill (TV-serie)
- 1997–1999 – Coronation Street, Zoe Tattersall
- 1999 – Bad Girls (TV-serie), Rachel Hicks
- 1999 – Dinnerladies (TV-serie), Sigourney
- 2000 – Nature Boy (TV-serie), Jenny Macalister
- 2000 – Other People's Children (TV-serie), Becky
- 2000 – Lorna Doone (TV-serie), Lizzie Ridd
- 2001 – Ett fall för Frost (TV-serie), Anne
- 2001 – Casualty (TV-serie), Lucy Curry
- 2002 – Nice Guy Eddie (TV-serie), Mandy
- 2002 – Paradise Heights (TV-serie), Julia Sawyer
- 2003 – Red Cap (TV-serie), Pte. Tracy Walters
- 2003 – The Last Detective (TV-serie), Josie/Celia
- 2004 – Island At War (TV-serie), Angelique Mahy
- 2006 – Life On Mars (TV-serie), Ruth Tyler
- 2006 – The Street (TV-serie), Kerry
- 2006 – Rebus (TV-serie), Gail Maitland
- 2008 – Spooks: Code 9 (TV-serie), Hannah
- 2008 – Robin Hood, Kate
- 2009 – Moving On (TV-serie) – Kellie
- 2010–2015 – Downton Abbey (TV-serie) – Anna Bates (née Smith)
- 2016 – Dark Angel (2016) (TV-serie) – Mary Ann Cotton
- 2017–2020 – Liar (TV-serie)
- 2021 – Angela Black (TV-serie)
- 2024 – Visselblåsaren – en läkares kamp (TV-serie)
- 2025 – Mobland (TV-serie) – Jan Da Souza